# Mingun harang
A Mingun harang (မင်းကွန်းခေါင်းလောင်းတော်ကြီး [mɪ́ɰ̃ɡʊ́ɰ̃ kʰáʊɰ̃láʊɰ̃ dɔ̀ dʑí]) egy híres harang, amely Mianmar Sagaing régiójában fekvő Mingunban található. A  Mandalajtól körülbelül 11 km-re északra, az Iravádi folyó nyugati partján fekszik. Hosszú ideig többször is ez volt a világ legnagyobb megszólaltatható harangja a történelem folyamán.

## Története
A harang öntésének előkészületei 1808-ban kezdődtek meg, a munkálatokat 1810-ben fejezték be. Bodaupaja (uralkodott 1782–1819) a kész harangot a hatalmas Mingun Pathodaucsi sztúpájához szállíttatta. A harangot a folyó túlpartján öntötték, így azt két hajóval kellett átszállítani rajta, majd a külön erre a célra épített csatornákhoz úsztatták. Ezután a csatornákat felduzzasztották és a vízszintet megemelték, így függesztették fel az óriási harangot az eredeti helyére.
Az 1839. március 23-i nagy földrengés a Mingun harangot ledöntötte a támaszairól. Az Iravádi Hajózási Társaság 1896 márciusában a nyilvános előfizetésekből származó források felhasználásával csavaros emelők és erőkarok segítségével visszahelyeztette az eredeti helyére. Felice Beato fényképen örökítette meg a harangot az eredeti állapotában, mielőtt újra felfüggesztették volna. Az egykoron szabadon álló harang köré később egy kisebb zajátot építettek.

## Jellemzői
A harang jelenleg a második legnagyobb megszólaltatható darab a világon, csak egy kínai társa előzi meg. Az ország történelmében azonban nem egyedülálló, mivel a történelem valaha volt legnagyobb példányát, az azóta elveszett 297 tonnás Dhammazedi nagyharangot szintén a mai Mianmar területén öntötték.
A Mingun harang tömege 55 555,55 peittha, más néven viss (90 718 kg vagy 199 999 font). Mianmarban sokan és könnyen jegyezték meg ezt a számot a „Min phju Hman Hman Pjau” (မင်းဖြူမှန်မှန်ပြော) memoriternek köszönhetően, amelyben a mássalhangzók a burmai csillagászatban és számtanban is az 5-ös számot jelképezik. A harang súlya és a memoriter fehér színnel lettek a harang felületére festve.
A harang külső átmérője 4,95 m, külső magassága 3,66 m, belső magassága 3,51 m, a szerkezet teljes hossza a felső felfüggesztéssel együtt 6,31 m. Az alsó karima kerülete a külső oldalán 15,469 m, bronzfalának vastagsága 15 és 30 cm között változik. A harang jó állapotban van, nincsenek rajta repedések vagy komolyabb sérülések. Nem rendelkezik ütővel, így megszólaltatásához kisebb faütőkre van szükség, amellyel kívülről kell megütni a harangot, ezt akár a turisták személyesen is kipróbálhatják.

## Galéria

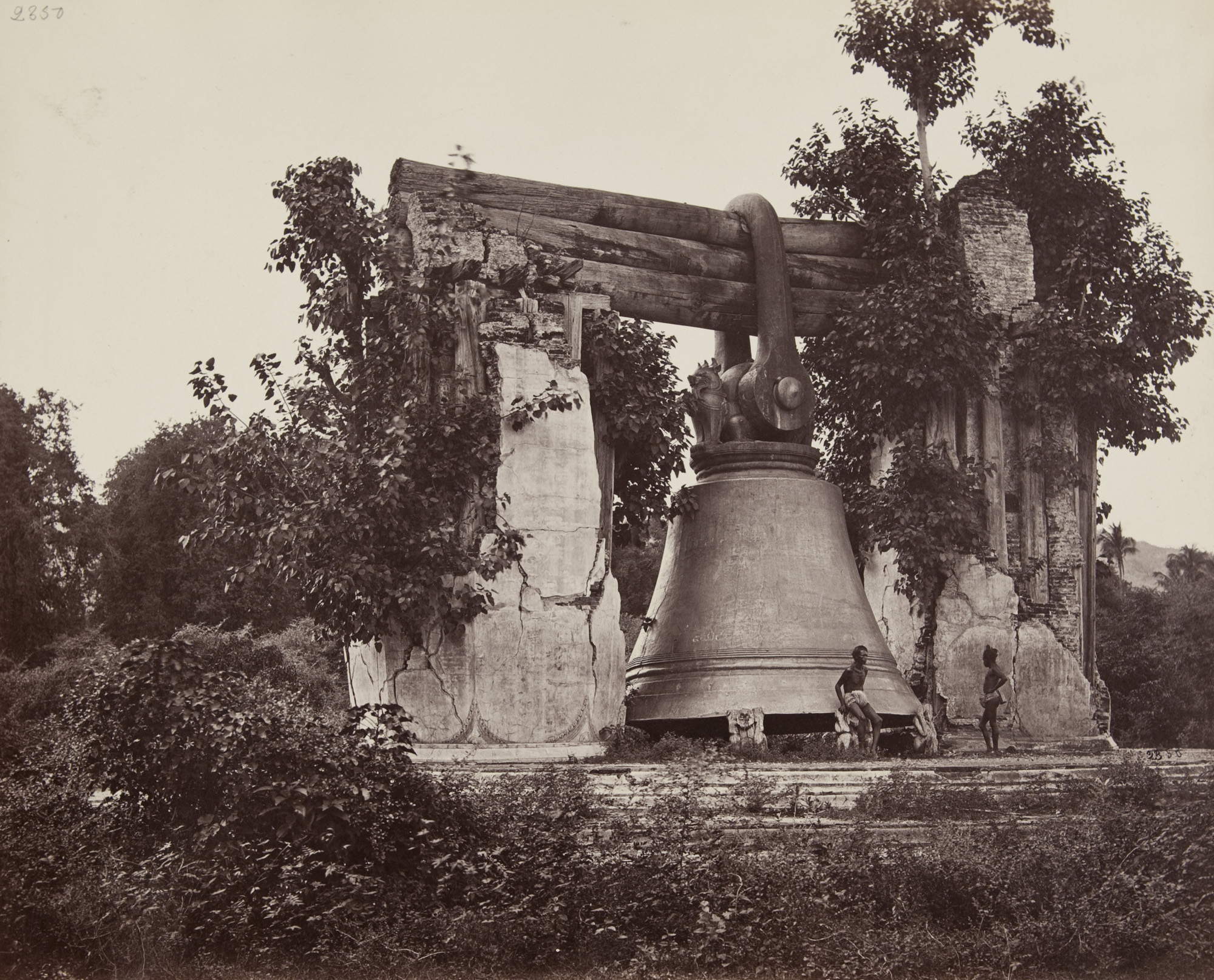
Az eredeti tartószerkezet 1873-ban
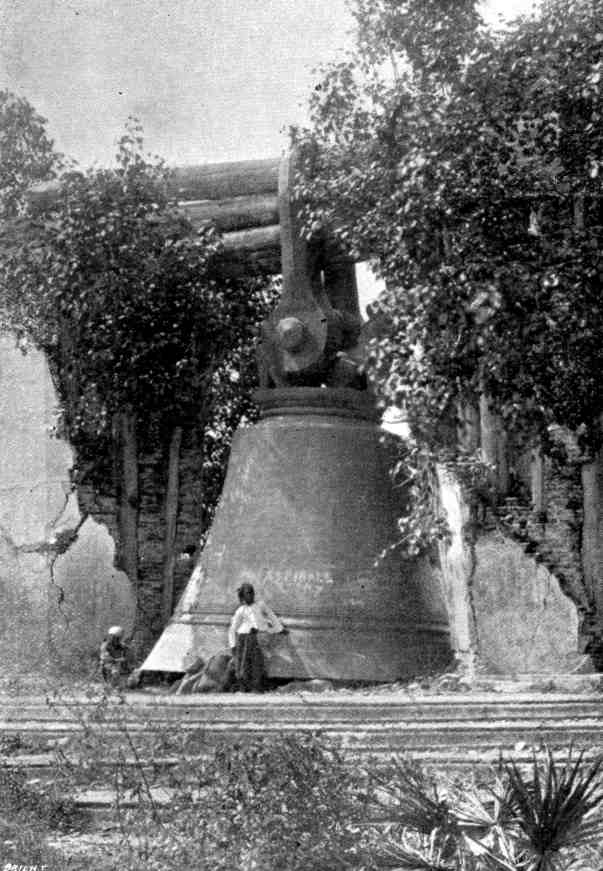
Felice Beato felvétele az átépítés előttről
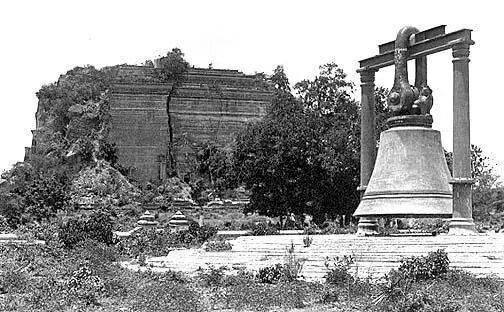
Az új tartószerkezet 1896-ban
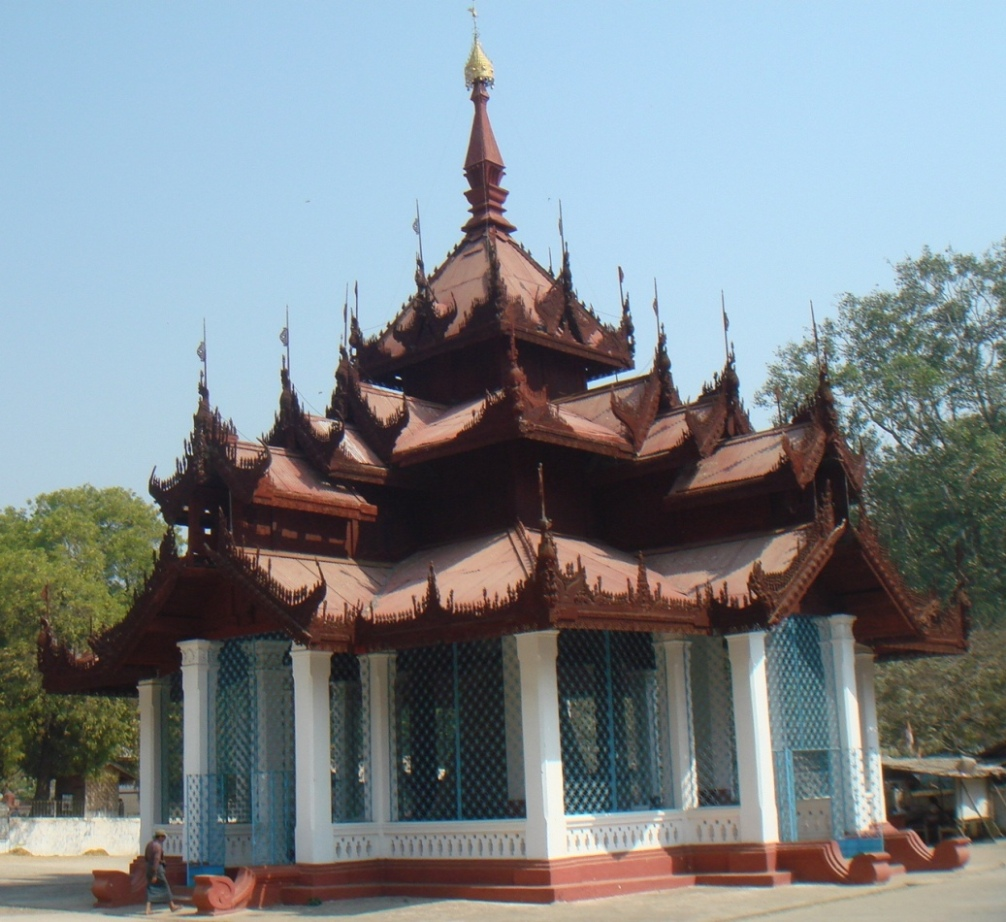
A harang köré emelt zayat
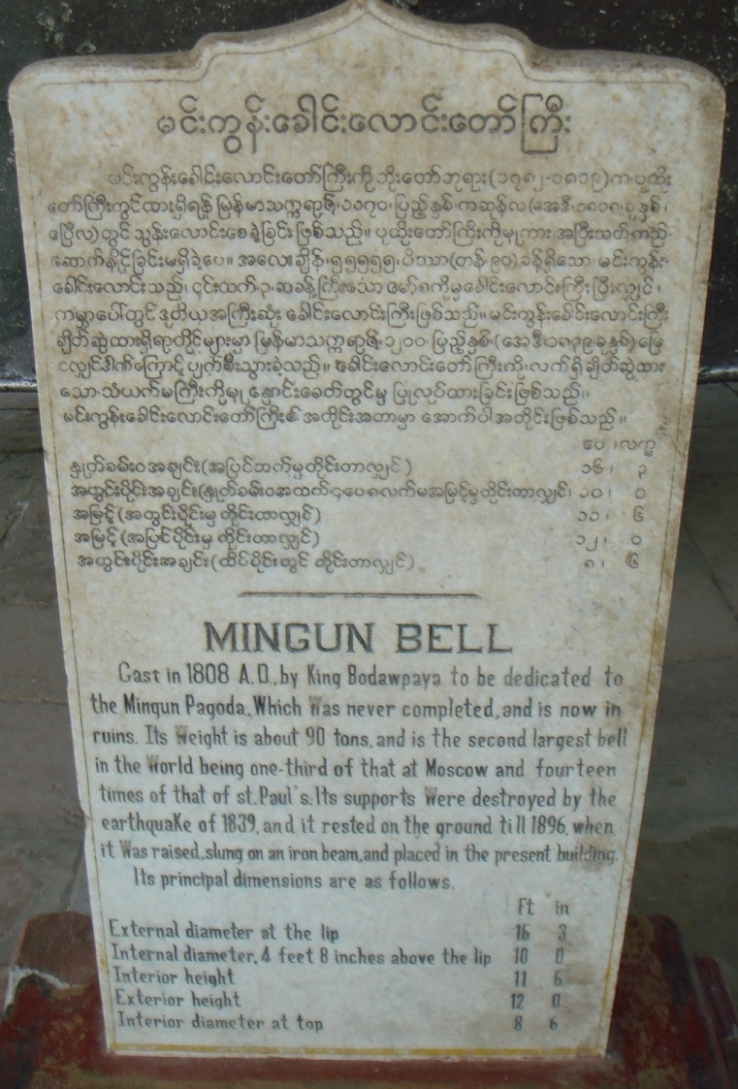
A fontosabb adatokat is tartalmazó emléktábla
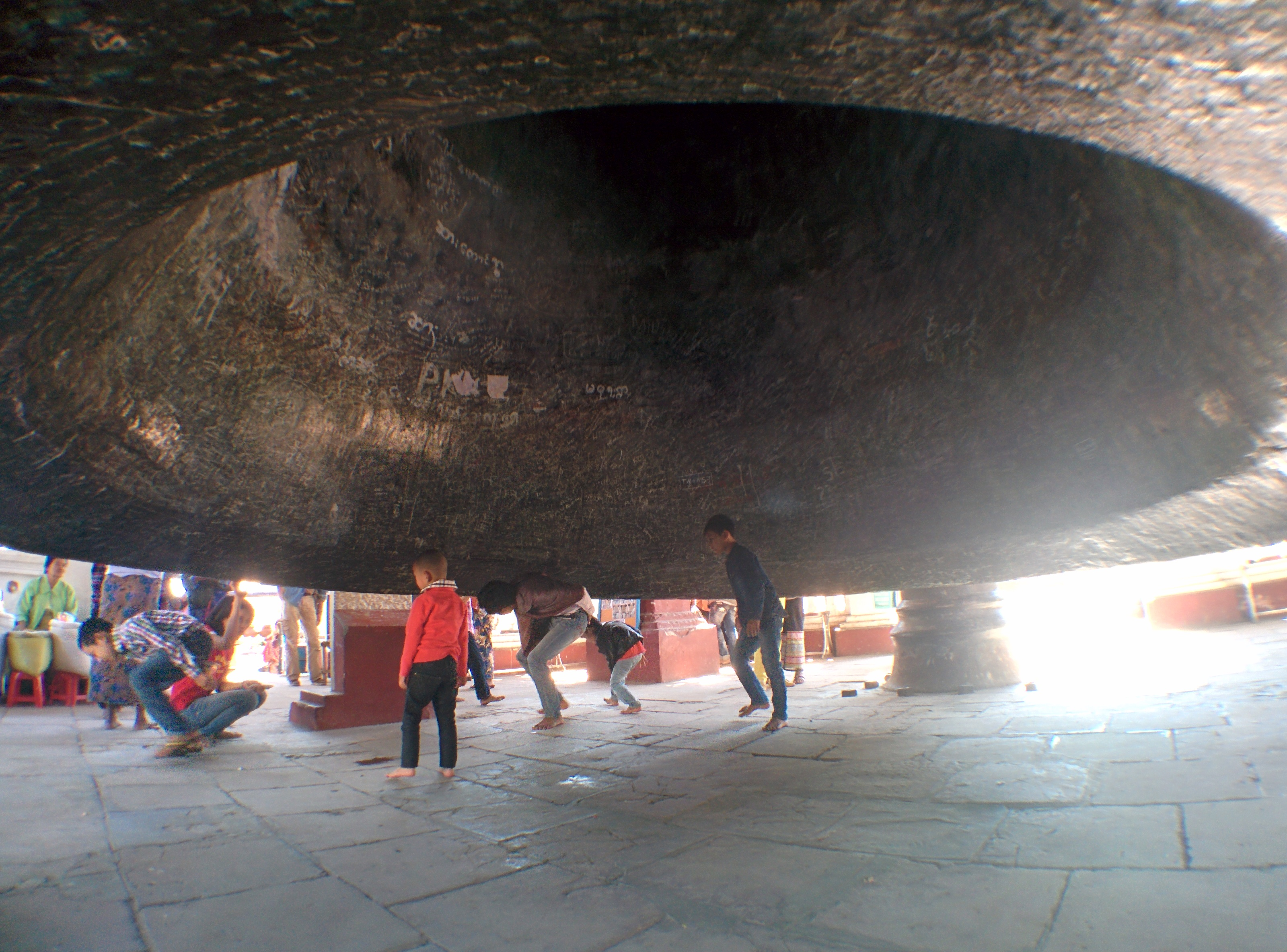
Játszó gyerekek a karima alatt
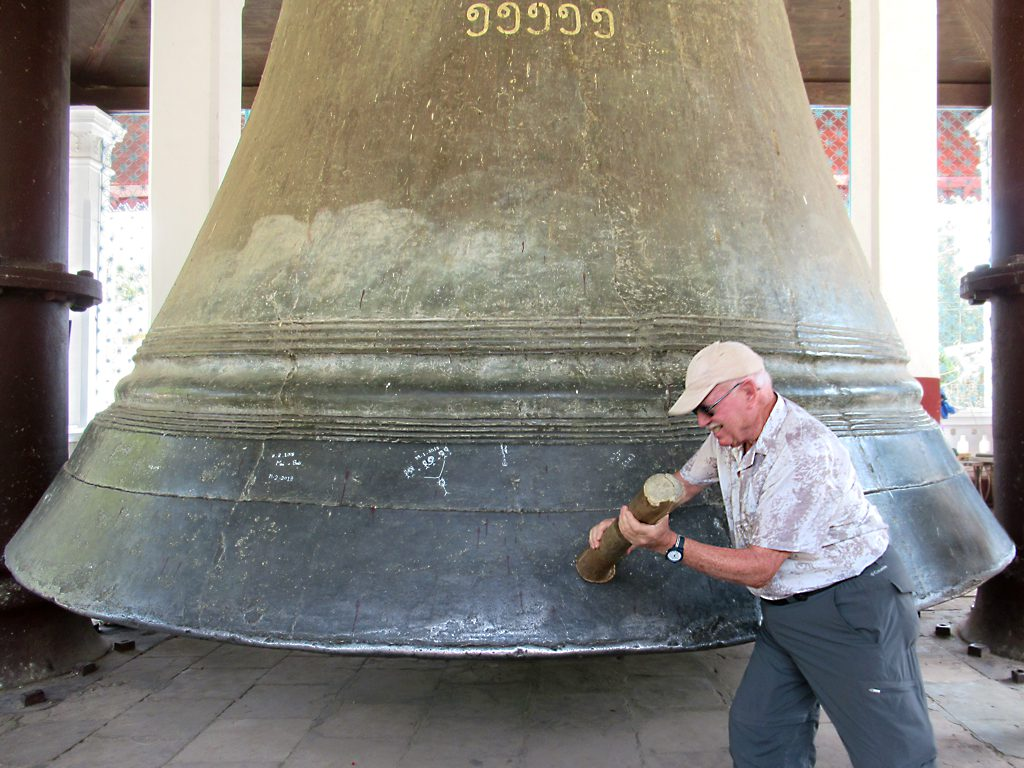
Megszólaltatás hagyományos faütővel

## Fordítás
- Ez a szócikk részben vagy egészben  a   Mingun Bell című angol Wikipédia-szócikk ezen változatának fordításán alapul.  Az eredeti cikk szerkesztőit annak laptörténete sorolja fel. Ez a jelzés csupán a megfogalmazás eredetét és a szerzői jogokat jelzi, nem szolgál a cikkben szereplő információk forrásmegjelöléseként.